# Bingen Fernández

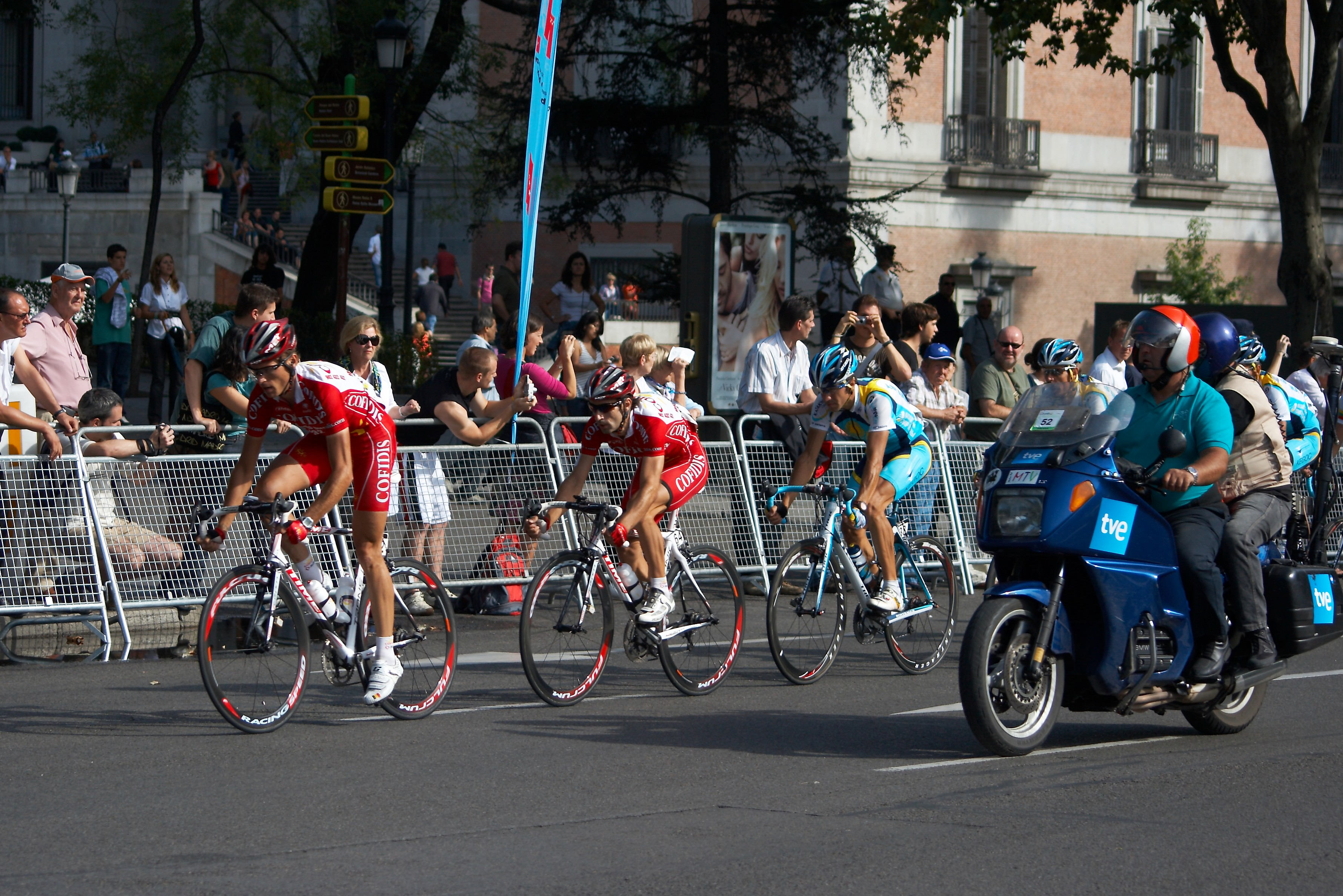
Bingen Fernández (Zweiter von links) bei der Vuelta a España 2008

Bingen Fernández Bustinza (* 15. Dezember 1972 in Bermeo) ist ein ehemaliger spanischer Straßenradrennfahrer und heutiger Teammanager im Radsport.
Bingen Fernández begann seine Karriere 1996 bei dem baskischen Radsportteam Euskadi (ab 1998 Euskaltel-Euskadi), nachdem er dort schon 1996 als Stagiaire gefahren ist. Nach sechs Jahren wechselte er 2002 zu der französischen Équipe Cofidis. Hier nahm er zum ersten Mal an der Tour de France teil, die er als 79. beendete. Ende der Saison 2009 beendete Fernández seine professionelle Karriere als Rennradfahrer und wurde 2010 Teammanager des UCI ProTeams Garmin-Transitions.

## Teams
- 1996–2001 Euskaltel-Euskadi
- 2002–2009 Équipe Cofidis